# Joinville (microregio)
Joinville is een van de 20 microregio's van de Braziliaanse deelstaat Santa Catarina. Zij ligt in de mesoregio Norte Catarinense en grenst aan de microregio's Paranaguá (PR), São Bento do Sul, Blumenau en Itajaí. De microregio heeft een oppervlakte van ca. 4.617 km². In 2006 werd het inwoneraantal geschat op 840.500.
Elf gemeenten behoren tot deze microregio:
- Araquari
- Balneário Barra do Sul
- Corupá
- Garuva
- Guaramirim
- Itapoá
- Jaraguá do Sul
- Joinville
- Massaranduba
- São Francisco do Sul
- Schroeder

Mesoregio's: Grande Florianópolis · Norte Catarinense · Oeste Catarinense · Serrana · Sul Catarinense · Vale do Itajaí

Microregio's: Araranguá · Blumenau · Campos de Lages · Canoinhas · Chapecó · Concórdia · Criciúma · Curitibanos · Florianópolis · Itajaí · Ituporanga · Joaçaba · Joinville · Rio do Sul · São Bento do Sul · São Miguel do Oeste · Tabuleiro · Tijucas · Tubarão · Xanxerê